# أرنيخاماني
أرنيخاماني كان ملكًا نوبيًا من مملكة كوش في القرن الثالث قبل الميلاد. عُرف الملك من خلال مجمع معبد المصورات. بنى أرنيخاماني مجمع المعبد الرئيسي، ولكنه لم يكمله، وعلى الأرجح مات قبل الانتهاء منه.
وصلتنا ثلاثة أسماء لأرنيخاماني. كان اسمه عند الولادة أرنيخاماني، واسمه الملكي خبر كارع، وله اسم حورس كاناخت ميري ماعت. يتضمن اسم ولادته العديد من الصفات التي تم تغييرها في عهده. أُضيف لاسم ميلاده لقب «محبوب آمون»، ثم لاحقًا أضيف «ليعش أبد الدهر محبوب آمون». وأخيرًا أصبح «ليعش أبد الدهر محبوب إيزيس». الملك المصري بطليموس الرابع فيلوباتور (221-204 قبل الميلاد) لُقِبَ أيضًا «محبوب إيزيس»، ومن المحتمل أن لقب أرنيخاماني تأثر بلقب بطليموس، مما قد يشكل دليل على توقيت حكم أرنيخاماني.

في مجمع المعبد يُذكر كلا من زوجة أرنيخاماني وابنه. لم يصلنا اسم الزوجة. الابن يُدعى أركي ويحمل لقب كاهن إيزيسـ لـ إبيبير-عنخ (المصورات الصفراء). قد يكون هذا الابن هو الملك أرقماني، خليفة أرنيخاماني.

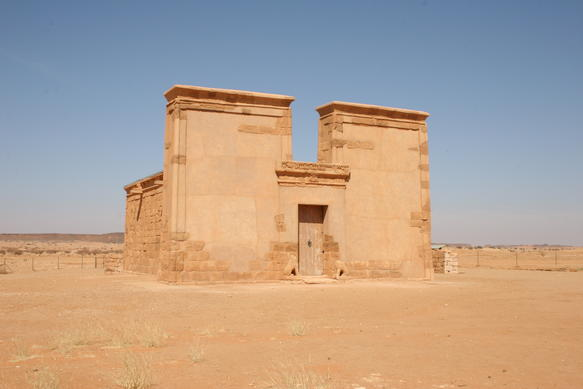
معبد أبادماك في المصورات، بناه أرنيخاماني
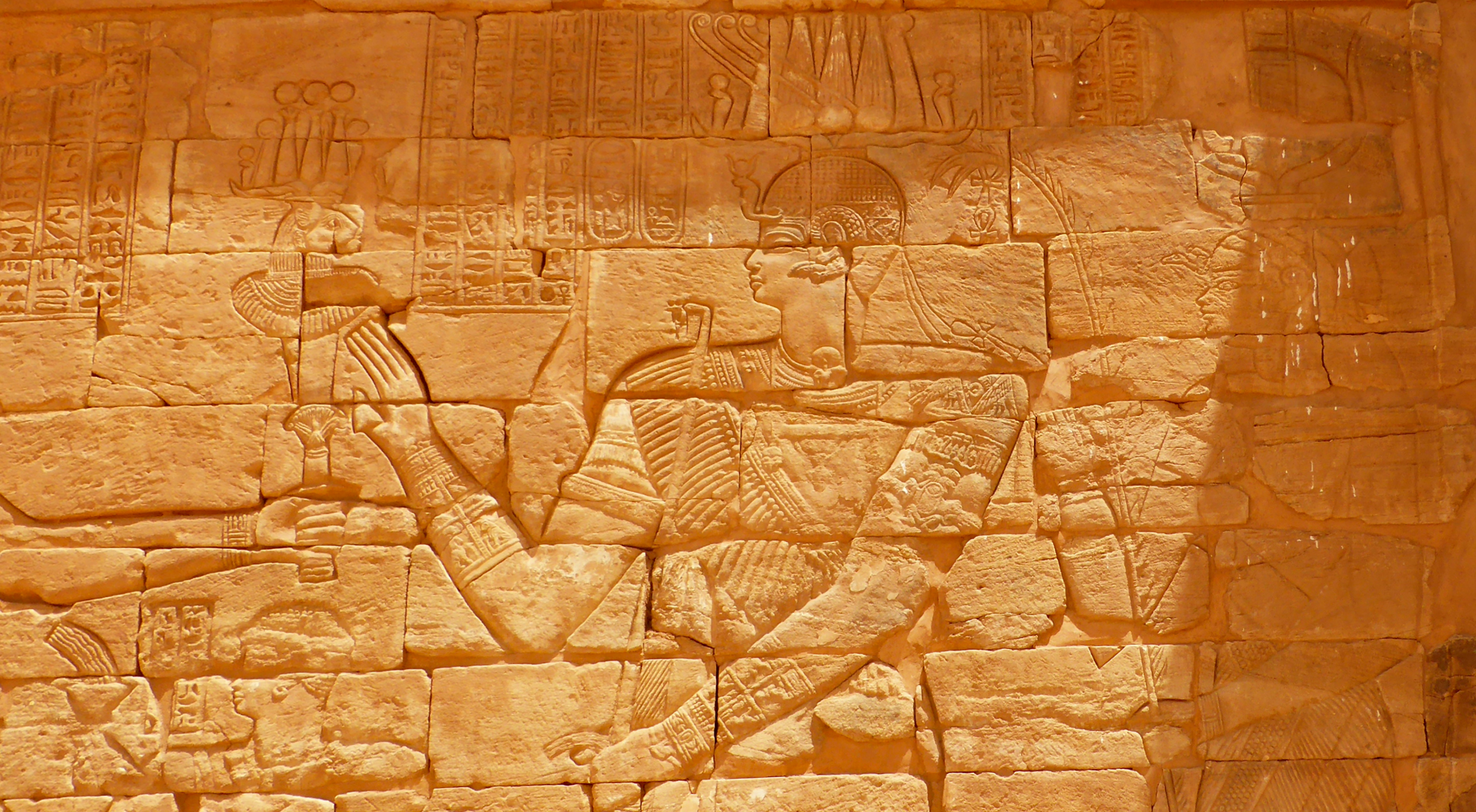
الملك أرنيخاماني (تفصيلة جدارية)
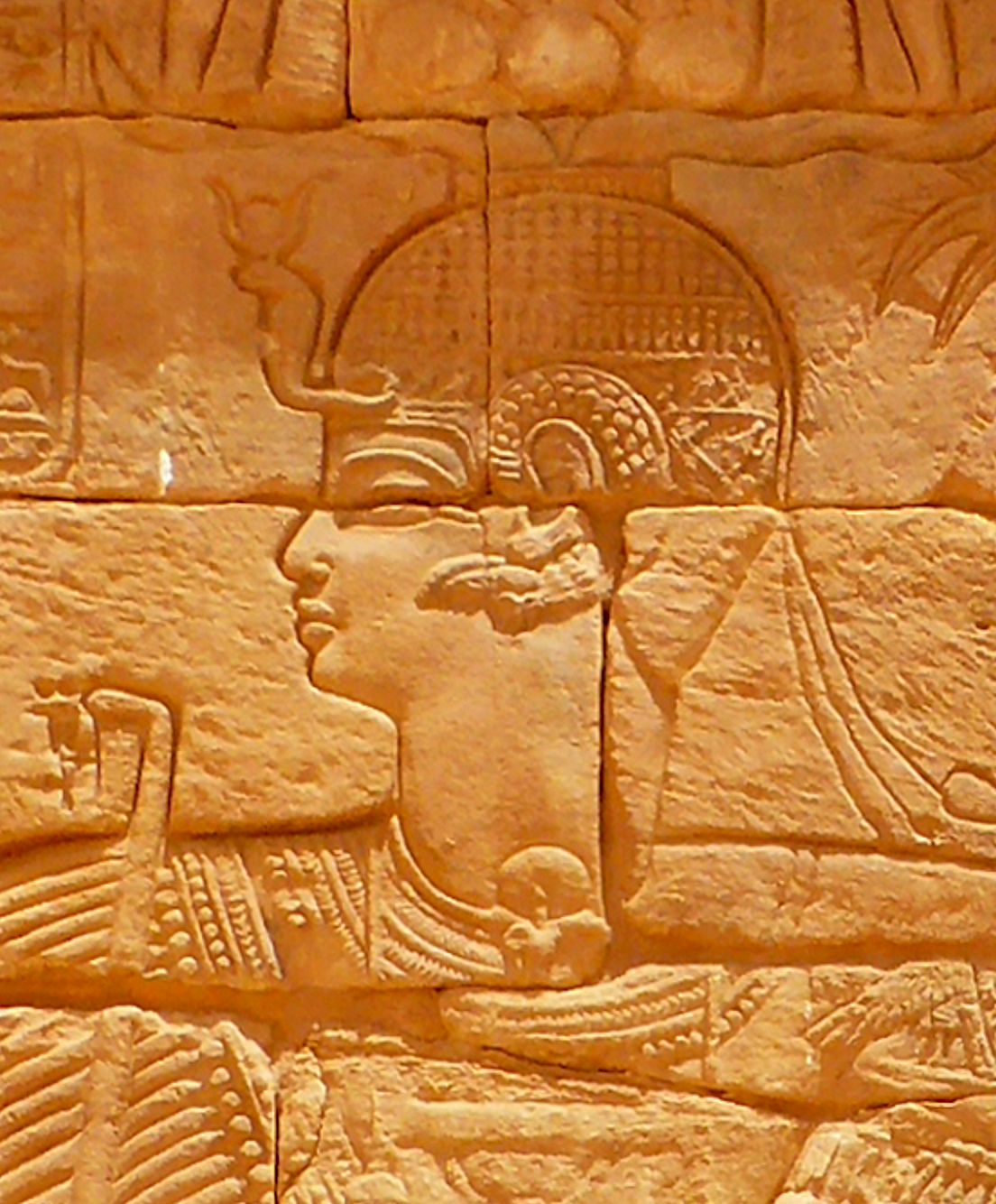
الملك أرنيخاماني (صورة)
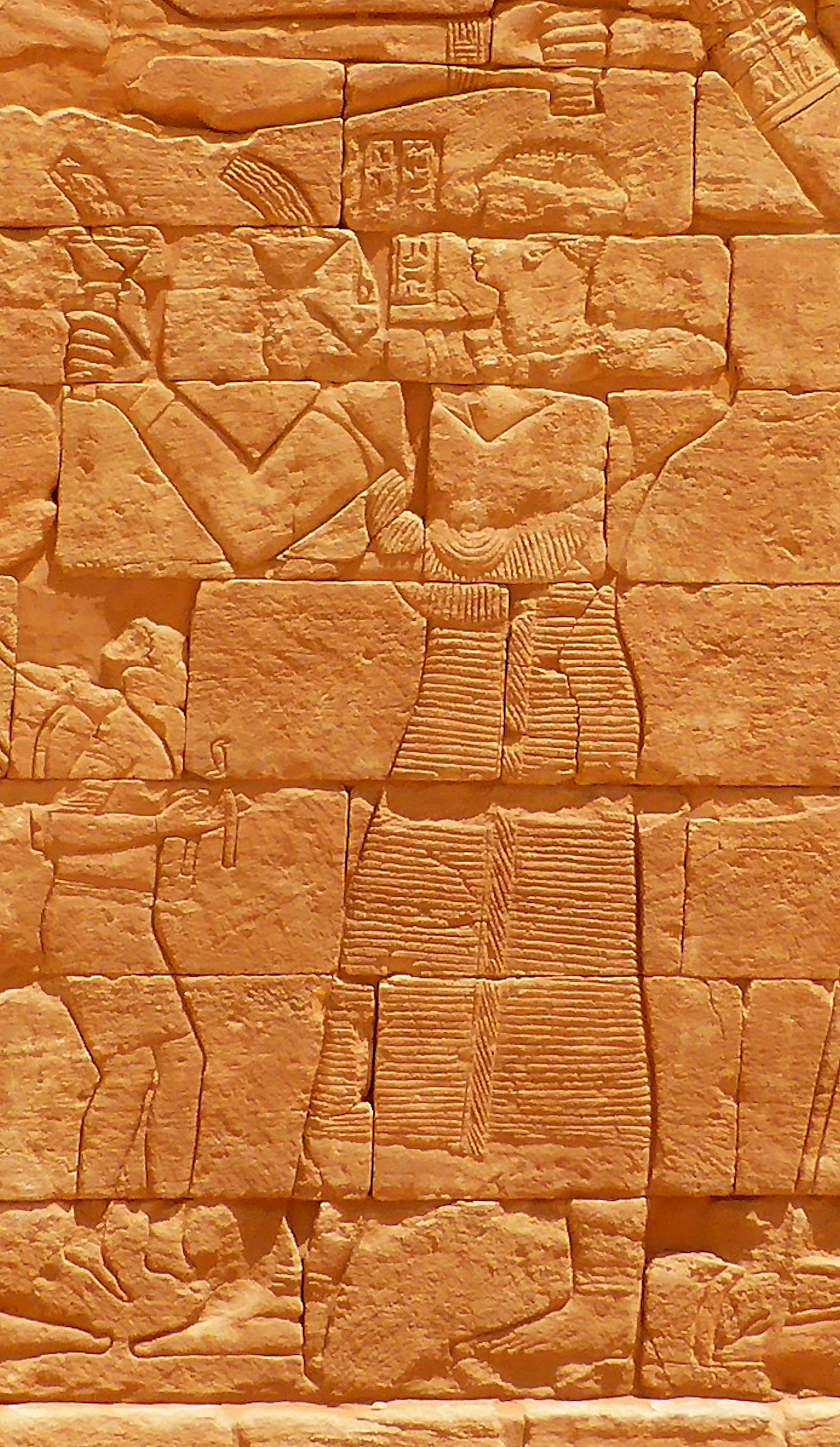
الأمير أركا ، ابن أرنيخاماني، والملك المستقبلي المحتمل أرقماني .